# 多枝艇虫
多枝艇虫（学名：Phorticium polycladum）为门孔虫科艇虫属的动物。在中国，分布于东海等海域。